# Karlstad

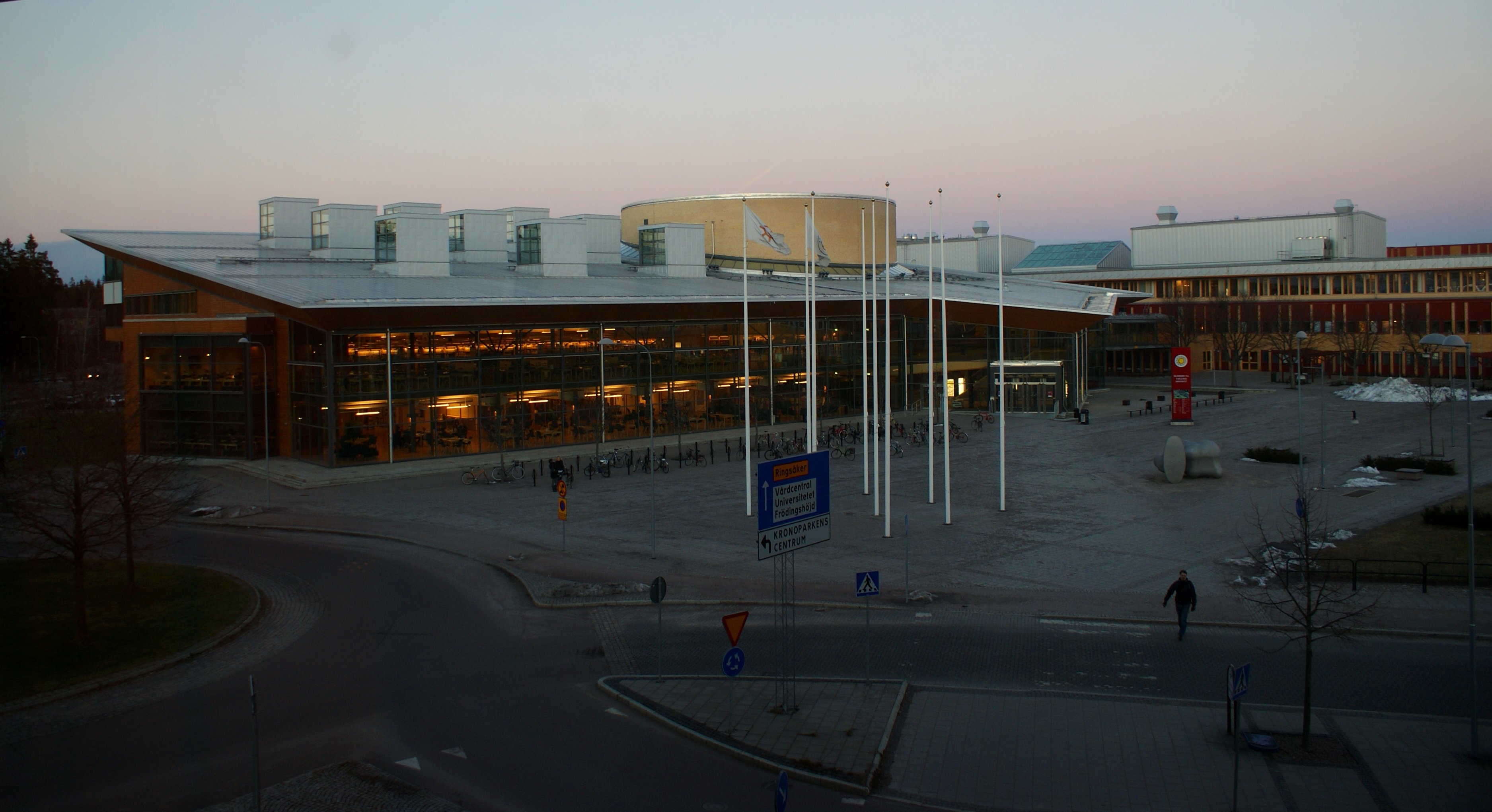
Uniwersytet w Karlstad

Karlstad – miasto w Szwecji. Siedziba władz administracyjnych gminy Karlstad i regionu Värmland. Około 59 266
mieszkańców (2005). Port przy ujściu rzeki Klar do jeziora Wener.

## Przemysł
W mieście rozwinął się maszynowy, drzewny, włókienniczy oraz spożywczy.

## Transport
Główną stacją kolejową jest Karlstad centralstation.

## Sport
- Färjestads BK – klub hokejowy
  - Löfbergs Lila Arena – lodowisko
- Solkatterna Karlstad – klub żużlowy

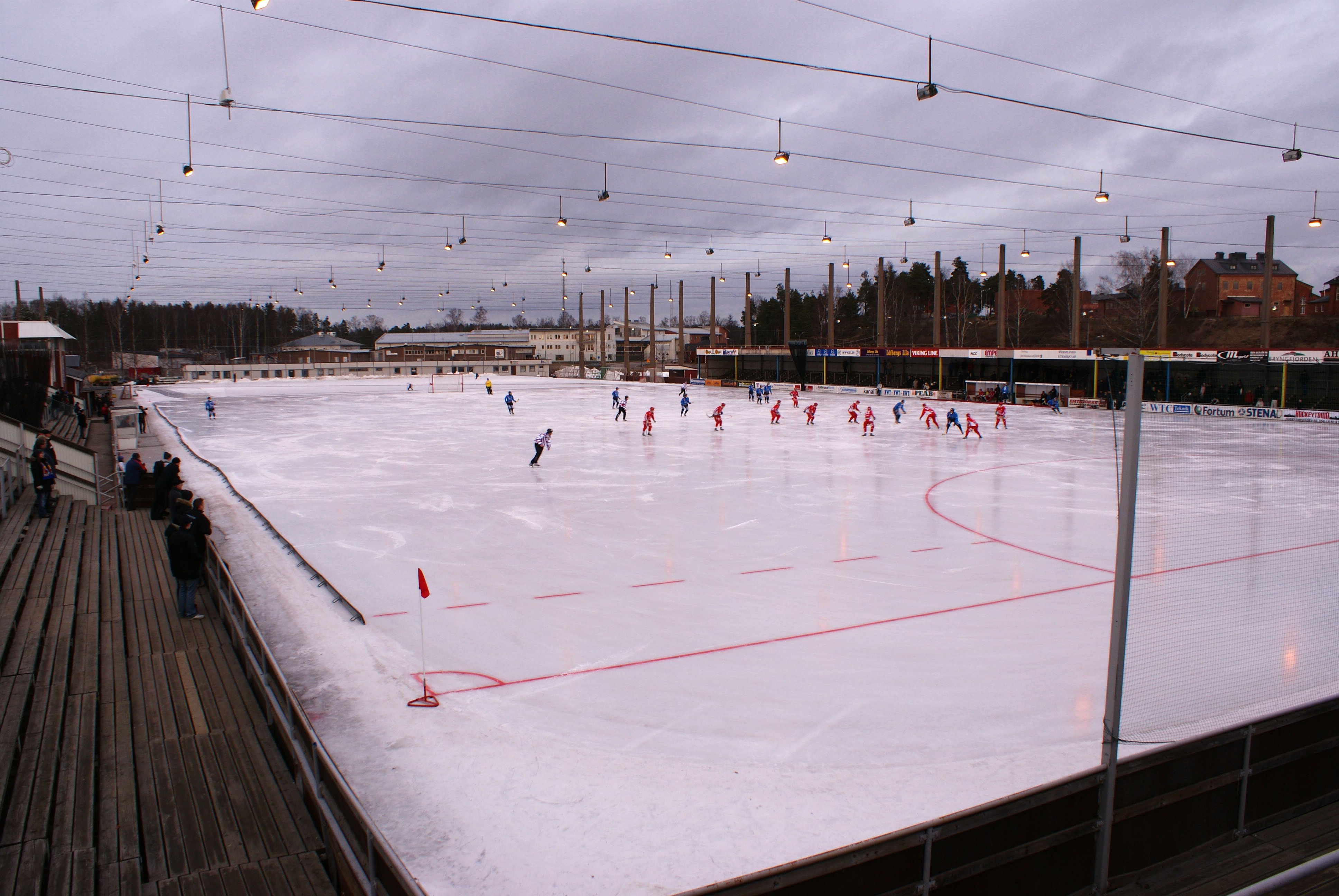
Bandy (Tingvalla isstadion)